# Parabrachycoma ruficauda
Parabrachycoma ruficauda là một loài ruồi trong họ Tachinidae.